# Carex novae-angliae
Carex novae-angliae är en halvgräsart som beskrevs av Ludwig David von Schweinitz. Enligt Catalogue of Life ingår Carex novae-angliae i släktet starrar och familjen halvgräs, men enligt Dyntaxa är tillhörigheten istället släktet starrar och familjen halvgräs. Arten förekommer tillfälligt i Sverige, men reproducerar sig inte. Inga underarter finns listade i Catalogue of Life.